# Łużnik
Łużnik – potok przepływający w dolnym biegu przez Jaworzno, lewy dopływ Koziego Brodu o długości 11,61 km i powierzchni zlewni 36,61 km².